# Marianne Hainisch
Marianne Hainisch, nacida Perger (Baden bei Wien, 25 de marzo de 1839 – Viena, 5 de mayo de 1936), fue la fundadora y presidenta del movimiento de mujeres de Austria. Fue también la madre de Michael Hainisch, el segundo presidente de Austria (1920–1928).

## Biografía
En 1857 contrajo matrimonio con el empresario Michael Hainisch (propietario de una fábrica de hilado en Aue), con el que tuvo dos hijos (Michael, 1858, y Maria, 1860). En 1868 la familia se mudó a Viena. Durante la Guerra de Secesión (1861–65), el negocio entró en bancarrota, debido a que el algodón ya no se podía importar desde los Estados Unidos.

### Activismo

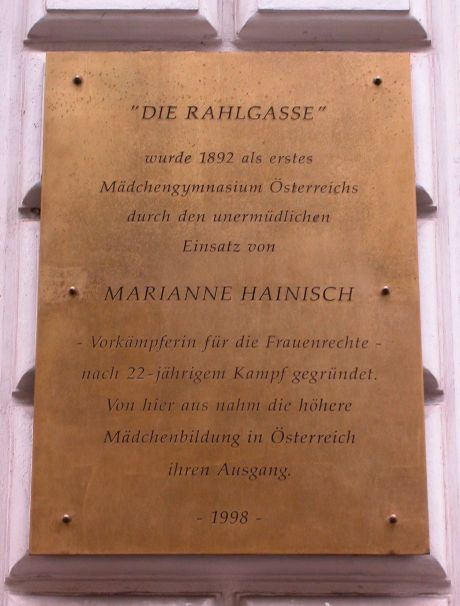
Placa conmemorativa de Marianne Hainisch en Rahlgasse (Viena-Mariahilf).

A finales de los años 1860, Hainisch viviría una experiencia reveladora al ver cómo una amiga suya no podía conseguir empleo para sustentar a su familia tras la baja de su marido por enfermedad. Pese a los mejores esfuerzos de su amiga (hablaba varios idiomas y poseía talento musical), no fue capaz de conseguir trabajo. Para Hainisch, que en aquel entonces tenía 30 años, la importancia de la educación pasó a ser fundamental para permitir que las mujeres de clase media pudieran trabajar. En 1870 escribió un artículo (Sobre la educación de las mujeres) que ningún periódico quiso publicar. No obstante, presentó su artículo en una reunión el 25 de marzo de 1870, instando a la ciudad de Viena a que instaurara colegios paralelos para mujeres. Su petición tuvo eco en la prensa, provocando que la Primera Caja de Ahorros de Austria destinase 40.000 florines austrohúngaros para la fundación de la primera escuela para niñas y jóvenes.
En 1888 Hainisch fundó la Liga de Educación Superior para Mujeres, que defendía el derecho de la mujer a cursar estudios universitarios. En 1902 fundó la Federación de Organizaciones de Mujeres Austríacas, de la que fue su presidenta hasta 1918. En 1919 fue elegida presidenta del Consejo Internacional de Mujeres, organismo al que su Federación se había afiliado en 1904. Se mantuvo en el cargo hasta 1924.

### Legado
En otoño de 1918 Marianne Hainisch se unió al Partido Cívico-Democrático, y once años más tarde sería la cofundadora del Partido de Mujeres de Austria. Hainisch promovió el día de la Madre en Austria, que se celebra desde 1924.
En 1976 su ciudad natal, Baden, erigió una estatua en su memoria. En 1989 Austria imprimió un sello conmemorativo con motivo del 150.º aniversario de su nacimiento. En 2002 la ciudad de Viena nombró una calle (Marianne-Hainisch-Gasse) en su honor.

## Obra
- Zur Frage des Frauenunterrichts (Sobre la educación de las mujeres, 1870).[4]
- Die Brodfrage der Frau (1875).[5]
- Ein Mutterwort über die Frauenfrage (Palabra madre sobre la cuestión de la mujer, 1892).[6]
- Frauenarbeit (El trabajo de las mujeres, 1911).[7]
- Die Mütter (Las madres, 1913).[8]